# Стамболійський (Хасковська область)
Стамболі́йський (болг. Стамболийски) — село в Хасковській області Болгарії. Входить до складу общини Хасково.

## Населення
За даними перепису населення 2011 року у селі проживали 850 осіб.
Національний склад населення села:
| Національність   | Кількість осіб | Відсоток |
| ---------------- | -------------- | -------- |
| болгари          | 381            | 50,5%    |
| цигани           | 262            | 34,7%    |
| турки            | 111            | 14,7%    |
| інша             | 0              | 0%       |
| не визначились   | 0              | 0%       |
| Всього відповіли | 754            |          |

Розподіл населення за віком у 2011 році:
Динаміка населення: